# Gyoerffyella biappendiculata
Gyoerffyella biappendiculata är en svampart som först beskrevs av G.R.W. Arnold, och fick sitt nu gällande namn av Ingold 1974. Gyoerffyella biappendiculata ingår i släktet Gyoerffyella, divisionen sporsäcksvampar och riket svampar.   Inga underarter finns listade i Catalogue of Life.